# 英倫航空
英倫航空（英文：British Midland International，營業名稱：bmi。中文亦有譯名：英國中部航空、米德蘭航空）是英國的一家航空公司，以倫敦希斯罗国际机场及曼徹斯特國際機場為樞紐機場，主要經營英國國內業務，但航線遍及歐洲大陸、中東、美國等地的30多個目的地。英倫航空擁有40多架飛機，包括空中巴士及巴西航工的機型。旗下的廉價航空公司bmibaby使用20多架波音737飛機經營20多個歐洲航線。
英倫航空與英國最大的航空公司英國航空均以倫敦希斯路機場為樞紐機場。英倫航空是希斯路機場的第二大航空公司，佔有該機場12%的起降班次位置。
英倫航空原是星空聯盟的成員漢莎航空獨資擁有，於2012年4月20日被英國航空母公司國際航空集團收購後，於同日退出星空聯盟，並併入英國航空，結束運營。英伦航空子公司英伦区域航空出售給Sector Aviation Holdings，2018年再度命名為英倫航空，2019年2月16日宣佈破產。

## 歷史
1938年英倫航空的前身「航空學校有限公司」（Air Schools Ltd）成立，為專營訓練英國皇家空軍的飛行訓練學校。二戰後，公司開始多樣化經營。
1949年，「航空學校有限公司」改組「得比航空事業」（Derby Aviation），開始客運及貨運包機，以及維修保養、飛機代理等業務。
1953年，退出皇家空軍的培訓業務；三年後，開始第一條國際航線，飛往比利時奥斯滕德。
1959年，易名為「德比航空公司」（Derby Airways）。
1964年，德比航空收購以曼徹斯特的航空公司Mercury Airlines 並易名為「英倫航空」（British Midland Airways, BMA），翌年將業務遷移至新落成的東米德蘭茲機場。
1968年，Minster Asset 收購英倫航空，並於翌年將麥克爾·畢曉普（Michael Bishop）從Mercury 的地勤業務經理調任為總經理，及後在1972年任執行董事（managing director）。
1978年，Minster Asset 欲放售英倫航空，麥可爾籌得250萬英鎊作管理層收購，並出任董事局主席。英倫航空於同年與英國航空達成路線交換協議，英倫航空以伯明罕往返布魯塞爾和法蘭克福的兩條航線換取英國航空旗下由利物浦來往倫敦希斯路、貝爾法斯特、都柏林、澤西島、曼島和格拉斯哥的航線。
1979年，英倫航空在航線交換後，首次於一年內載客超過100萬名，其後數年突破每年180萬名。
1981年，英倫航空向英國民航局申請開辦希斯路、格拉斯哥和愛丁堡之間的航線，邁向與英國航空直接競爭的關係。
1982年，公司總部移至東米德蘭茲機場附近的达宁顿堡，並開始二度擴張業務。英倫航空與AirUK（現KLM英國）合資組建以曼島機場作樞紐的Manx Airlines，又在稍後由收購蘇格蘭 Loganair 75%的股權。
1986年，英倫航空由「British Midland Airways 」易名為「British Midland」。
1989年，北歐航空（Scandinavian Airlines System，SAS）以 2500萬英鎊購入英倫航空 24.9%股權，並於1992年將股權增持至 40%。
1999年，北歐航空以英倫航空加盟星空聯盟作為條件，將其20%股份轉讓予漢莎航空，英倫航空於翌年加入星空聯盟。
2002年，英倫航空啟用新的營業名稱「bmi British Midland」，在2003年縮短為「bmi」。
2007年2月，英倫航空收購英國地中海航空（British Mediterranean Airways，BMED），從而獲得非洲、中東、中亞等地區航線，而BMED的停機坪則以作價3000萬英鎊轉讓予其原合作夥伴英國航空。
2008年，Bishop同意將其持有的50%的股份轉讓予漢莎航空，儘管雙方並無公開作價，而公司年報上報價為3億1800萬英鎊。漢莎於2009年7月1日完成股份收購，英倫航空自此成為漢莎航空全資子公司。
2010年，英倫航空宣佈公司名稱由縮寫「bmi」改為使用全稱「British Midland International」，但英國國內則繼續沿用2000年代起使用的「bmi商標」。
2012年4月20日，國際航空集團作價1億2505萬英鎊從漢莎航空收購英倫航空，英倫航空於同日退出星空聯盟。雖然英倫航空被國際航空集團收購，但並沒有因此而加盟寰宇一家。
2012年10月28日，英倫航空正式併入英國航空，結束運營。

## 機隊
截至2010年7月17日，英倫航空機隊如下：
截至2009年12月，BMI的平均機齡是7.2年。

### 圖片集

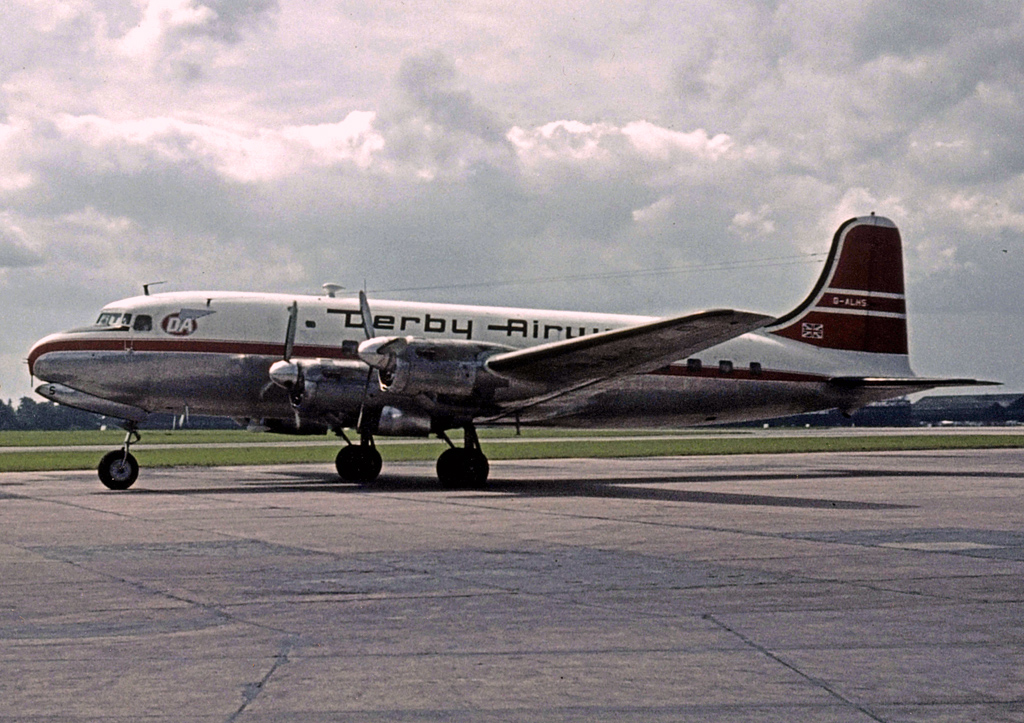
Canadair Argonaut（1962年塗裝）
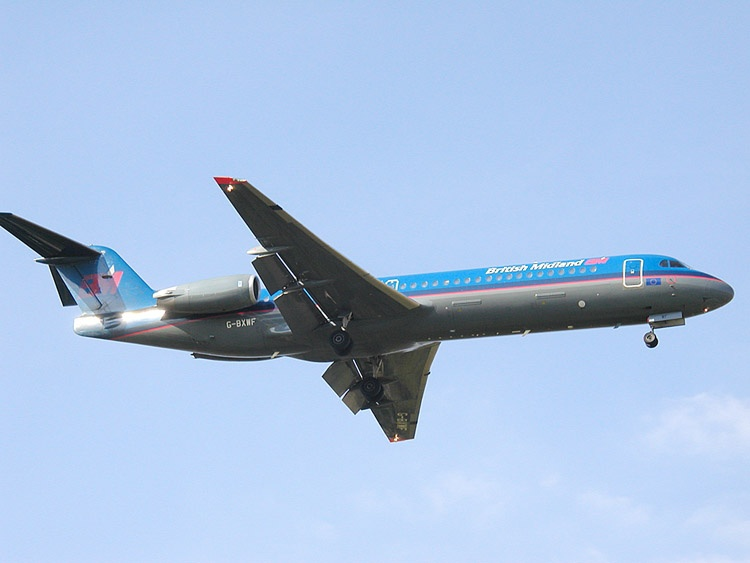
福克100（2002年塗裝）
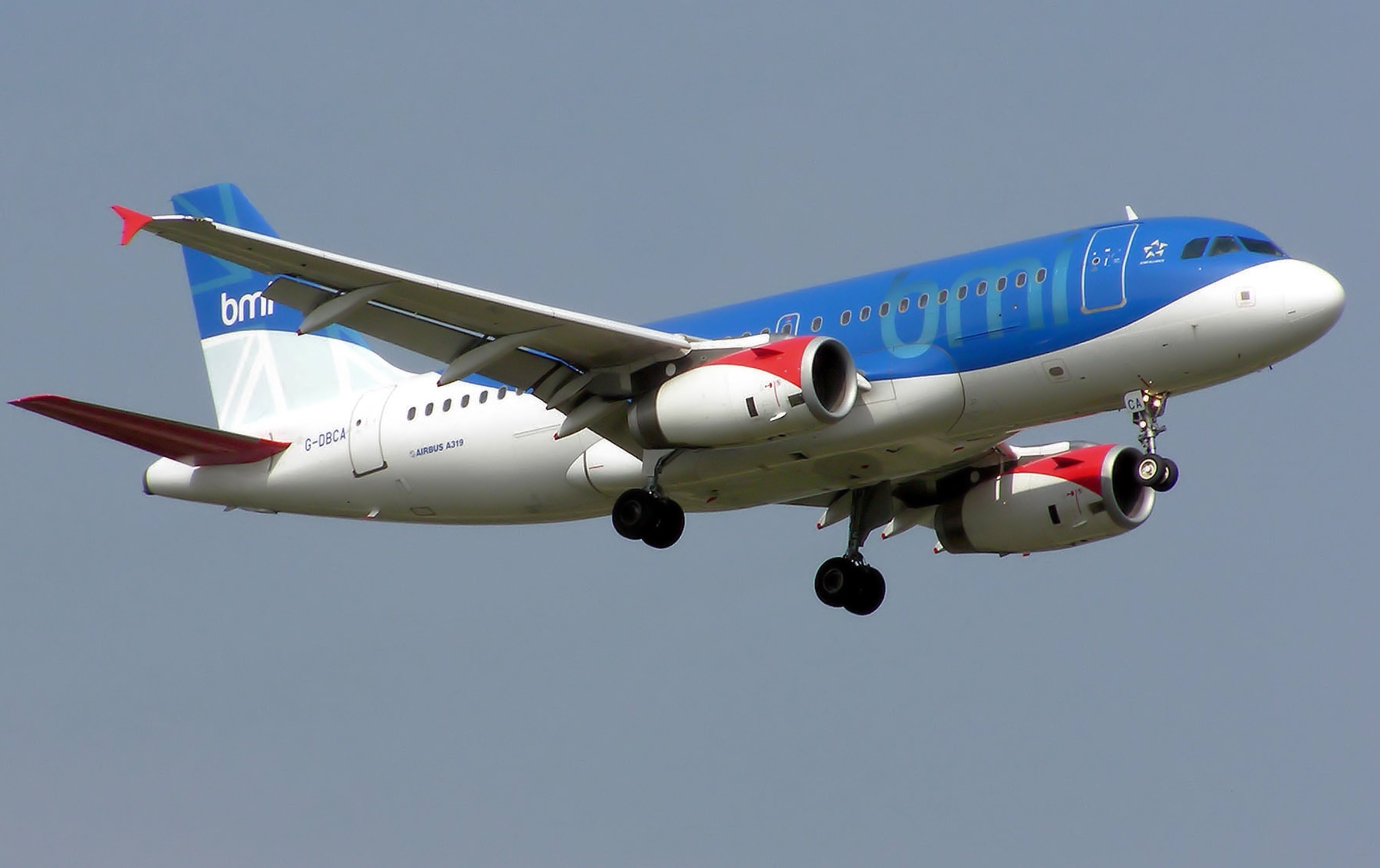
A319-100
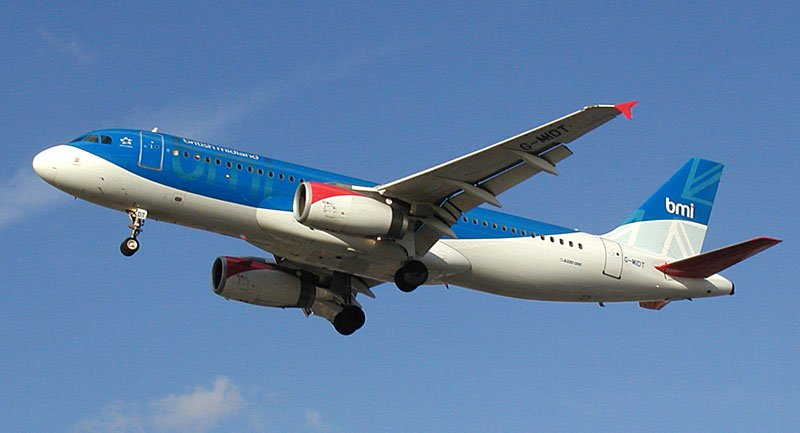
A320
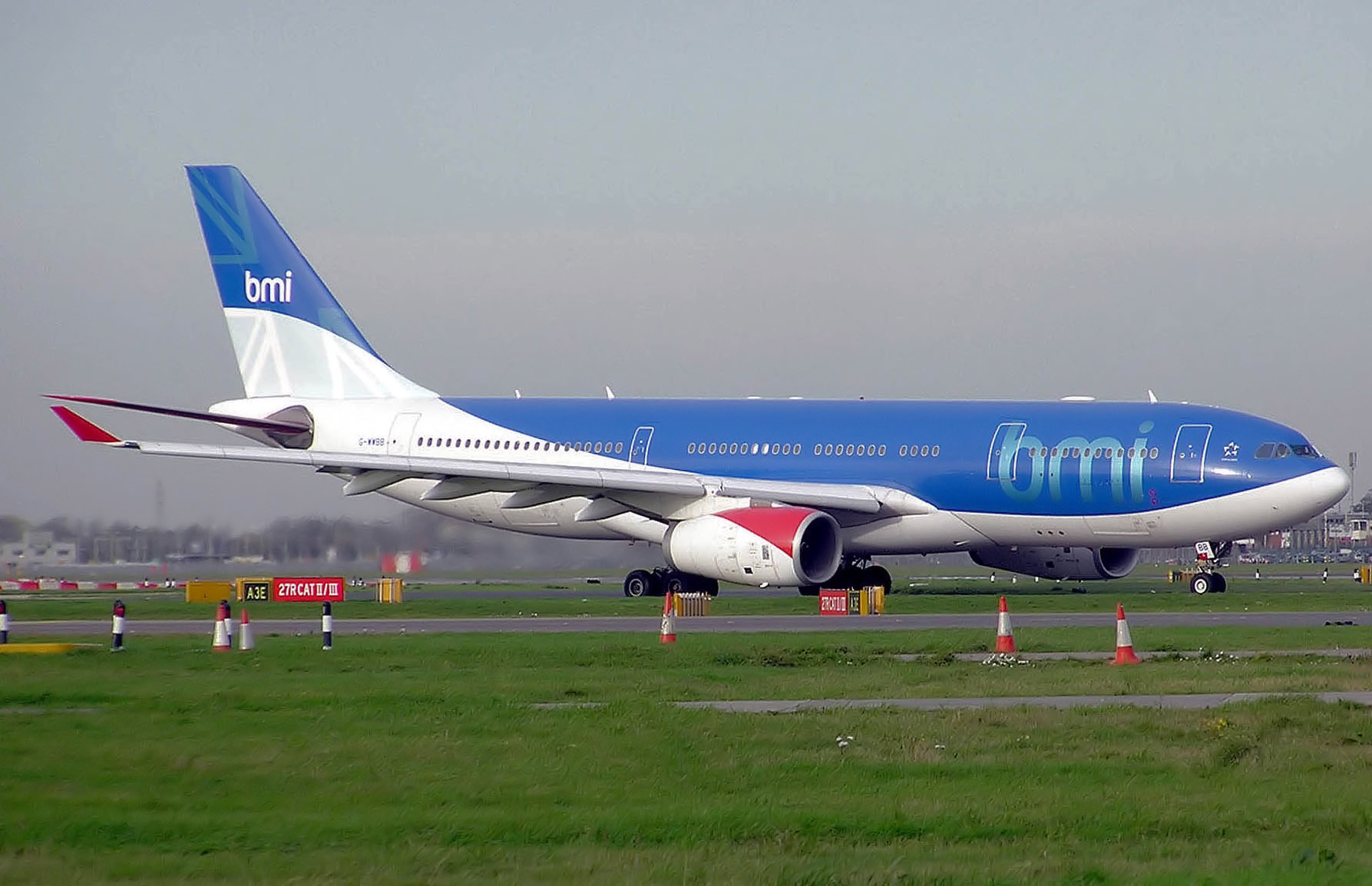
A330-200
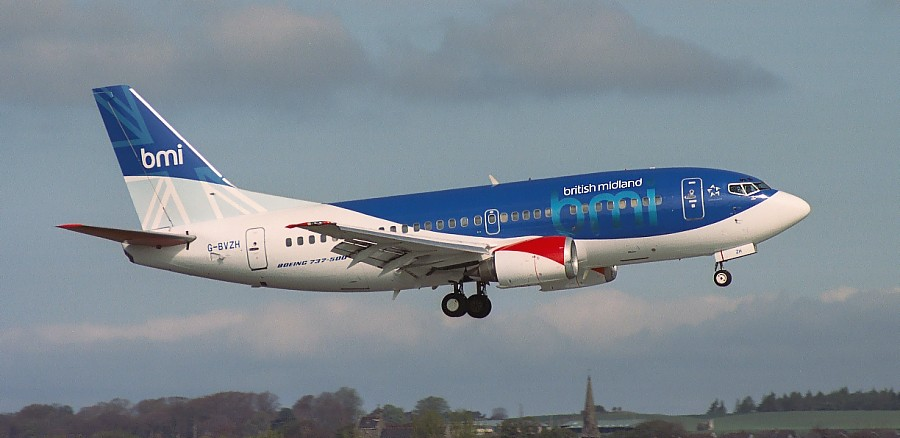
B737-500